# Baryphanes
Baryphanes este un gen de insecte lepidoptere din familia Drepanidae.

Cladograma conform Catalogue of Life:
| Baryphanes | \| \| Baryphanes microspila \| \| \| \| \| \| Baryphanes niphosema \| \| \| \| |
|            | \| \| Baryphanes microspila \| \| \| \| \| \| Baryphanes niphosema \| \| \| \| |
|            | Baryphanes microspila                                                          |
|            |                                                                                |
|            | Baryphanes niphosema                                                           |
|            |                                                                                |